# 双桥府邸
双桥府邸（Hôtel des Deux-Ponts）原名加约特府邸（Hôtel Gayot），现为军事长官官邸（Hôtel du gouverneur militaire），是法国下莱茵省斯特拉斯堡的一座历史建筑，位于市中心大岛的布罗伊广场（Place Broglie）。1921年列为法国历史遗迹。

## 历史
这座贵族府邸是为皇家放债人加约特兄弟（François-Marie Gayot 和 Félix-Anne Gayot）设计， 建于1754-55年， 包括一个庭院、两个华丽的立面、一个宏伟的大门和一个法式花园。1770年，加约特将其出售给行宫伯爵茨魏布吕肯的克里斯蒂安四世。“茨魏布吕肯”（德语：zwei Brücken）意为“双桥”。1770年到1790年，茨韦布吕肯公爵马克西米利安约瑟夫，即后来的巴伐利亚国王马克西米利安一世住在那里。1786年8月25日，他的儿子和巴伐利亚王国的继任者路德维希一世在这座宫殿出生。
该府邸在1791年法国大革命之后成为国有，此后一直作为军事长官和参谋长的官邸， 包括在斯特拉斯堡再次成为德国城镇的时期（ 1871-1918 年和 1940-1944 年）。除欧洲遗产日等特殊日子外，不对外开放。

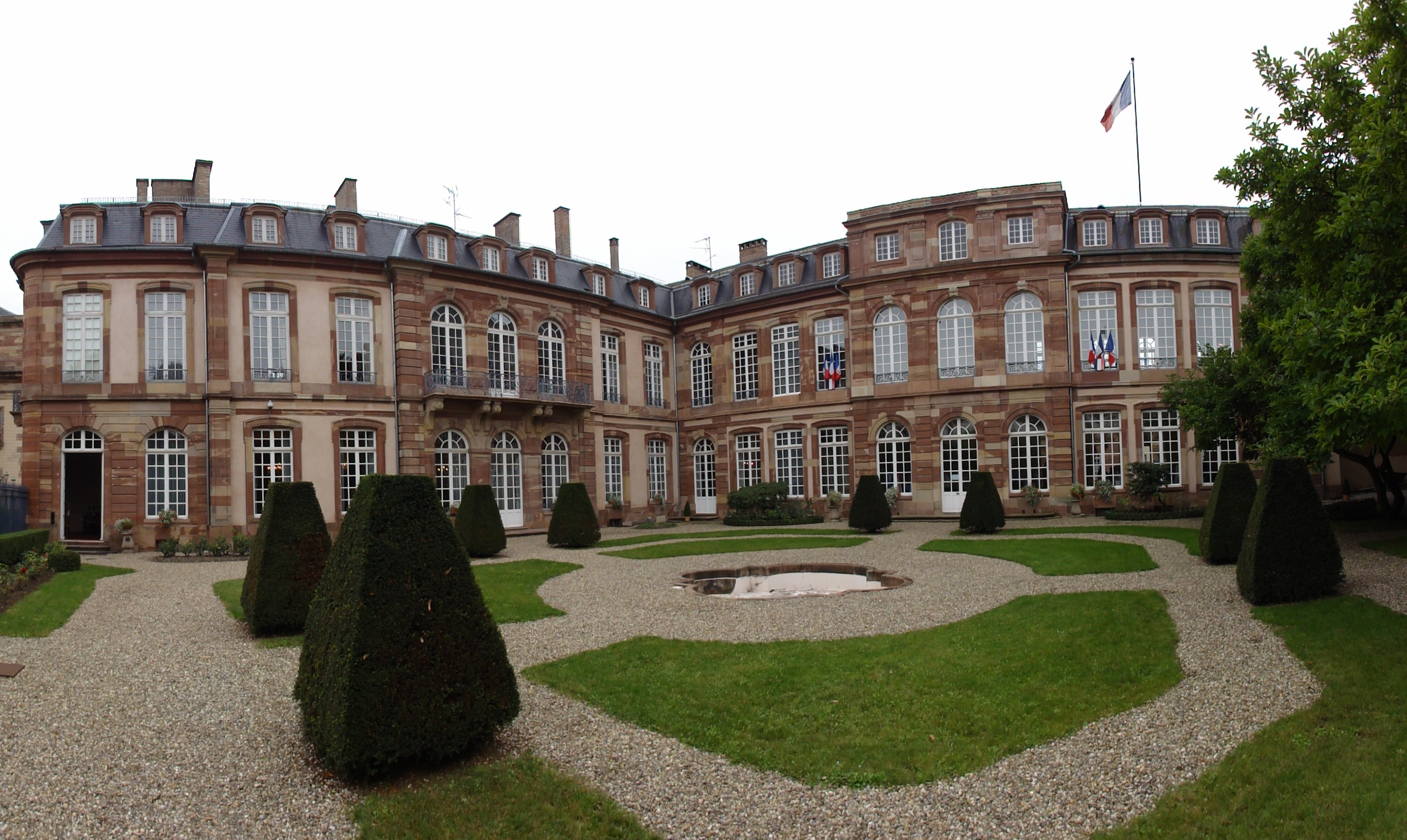
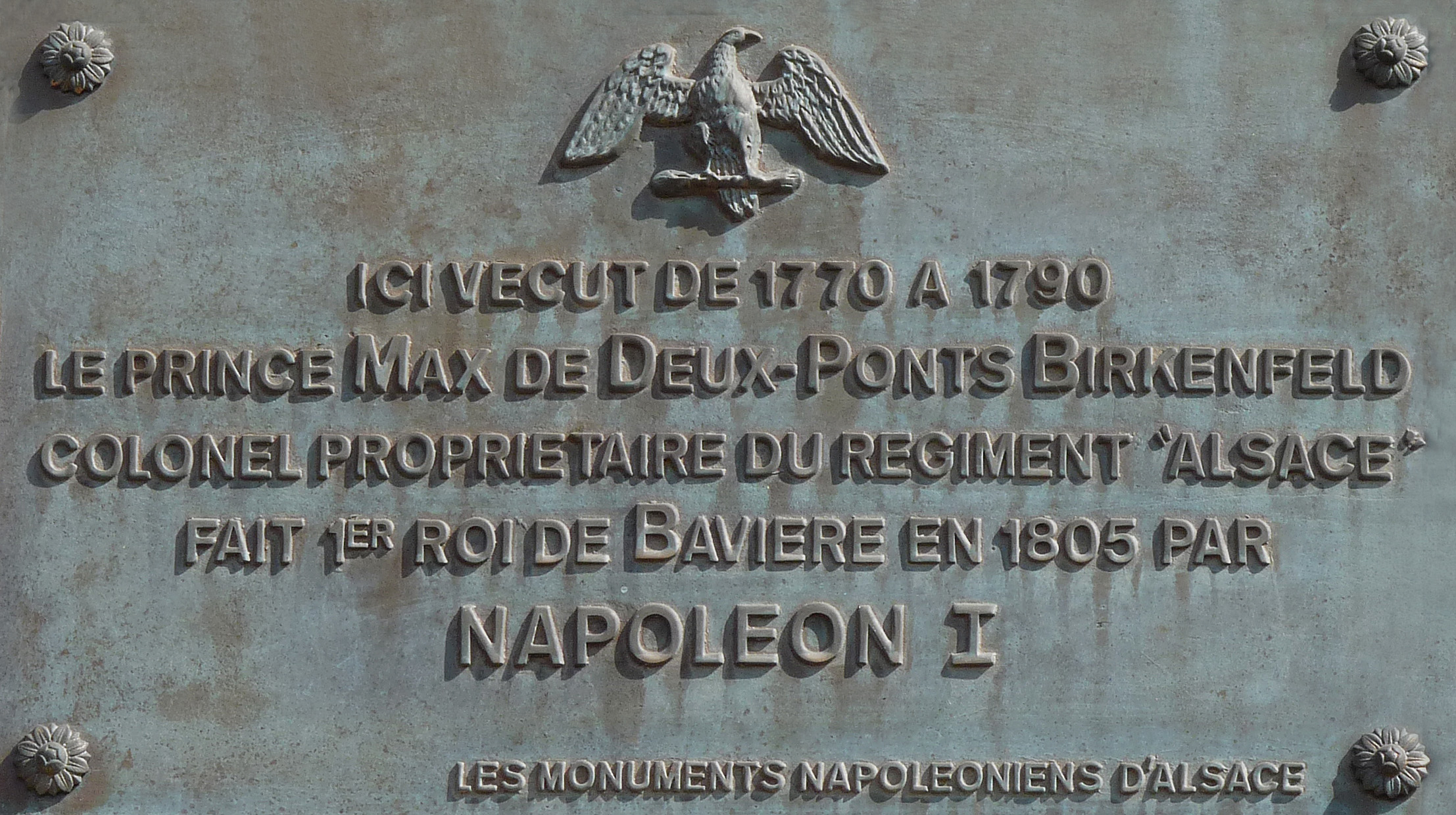
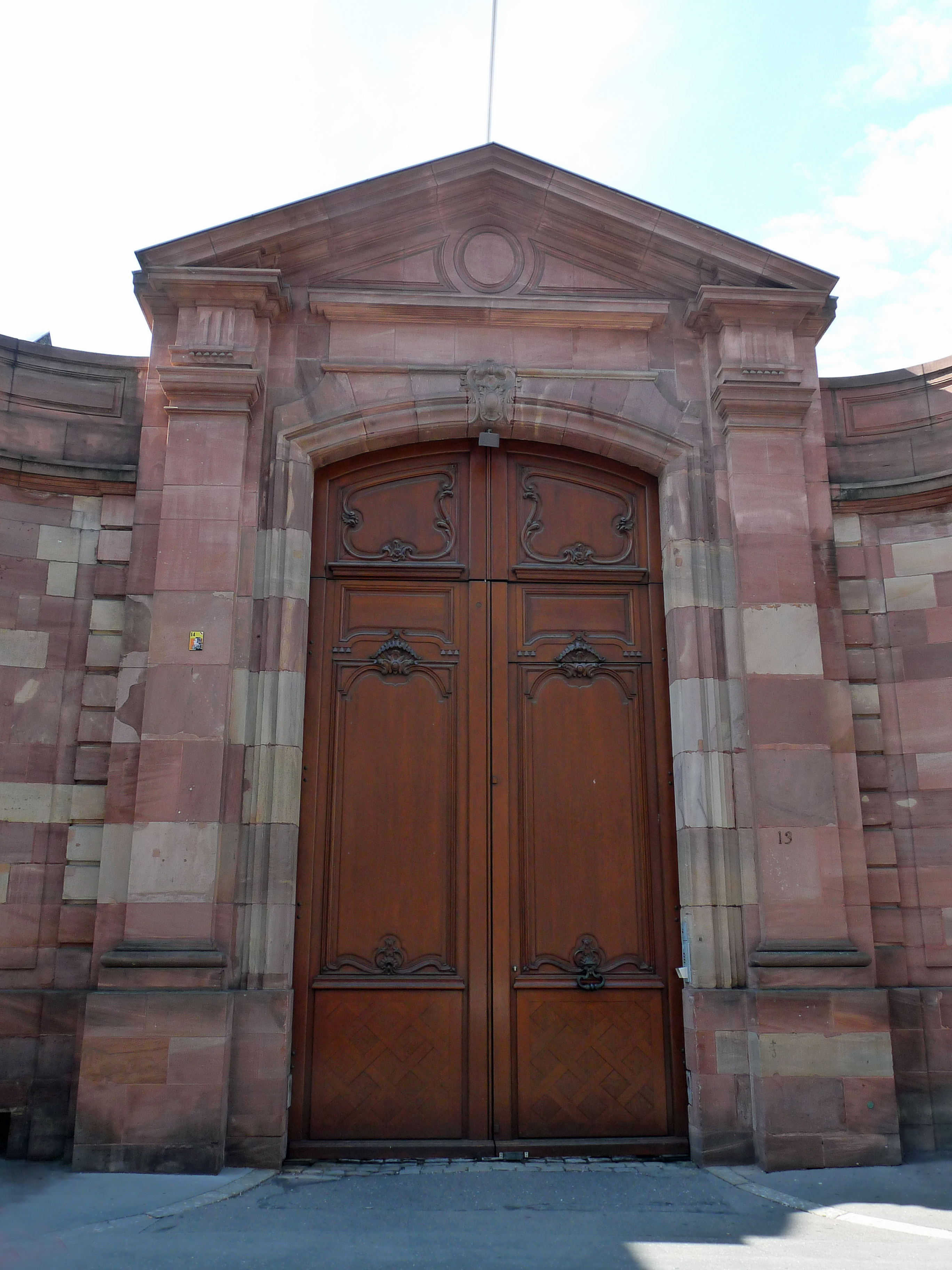
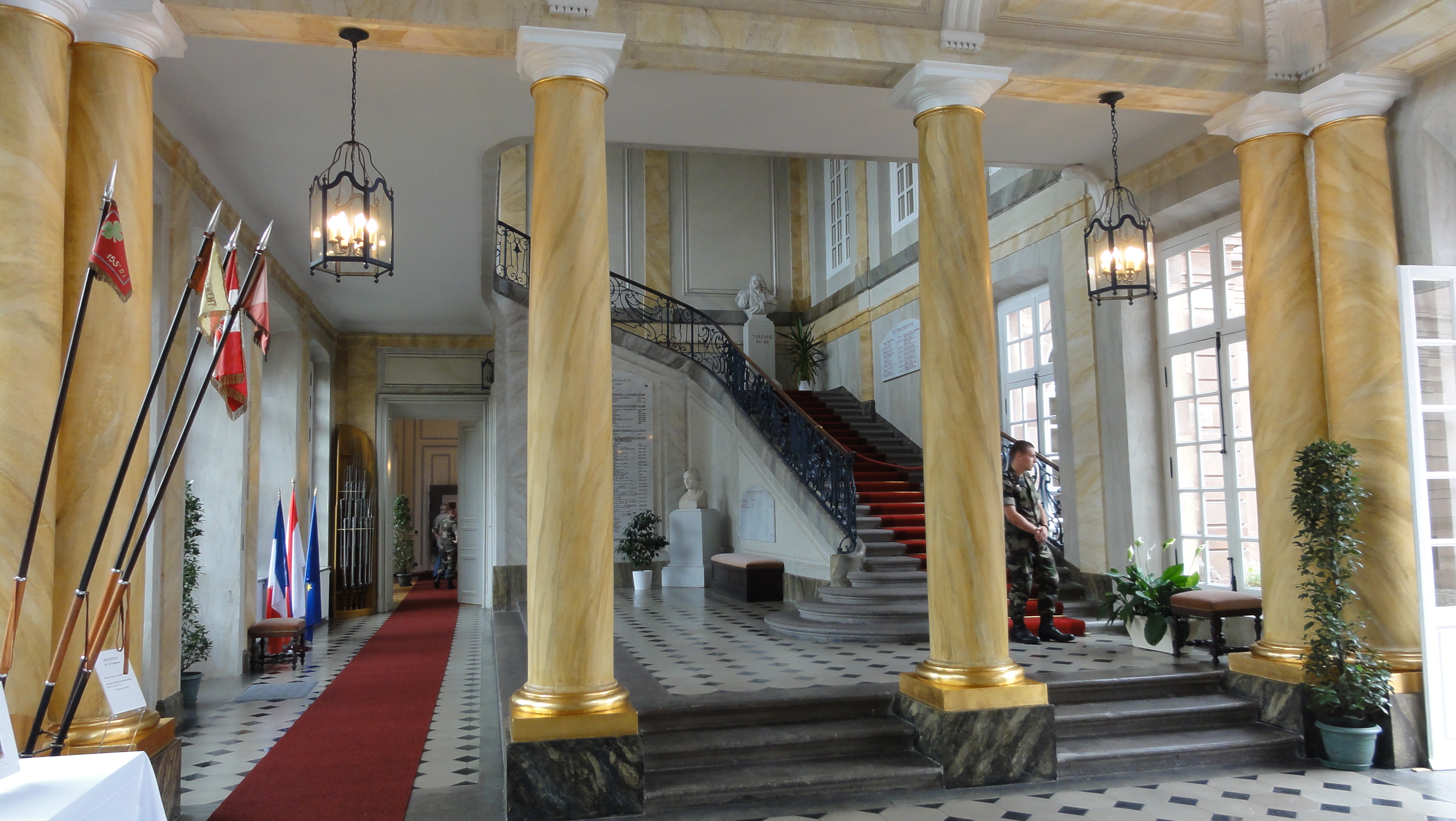
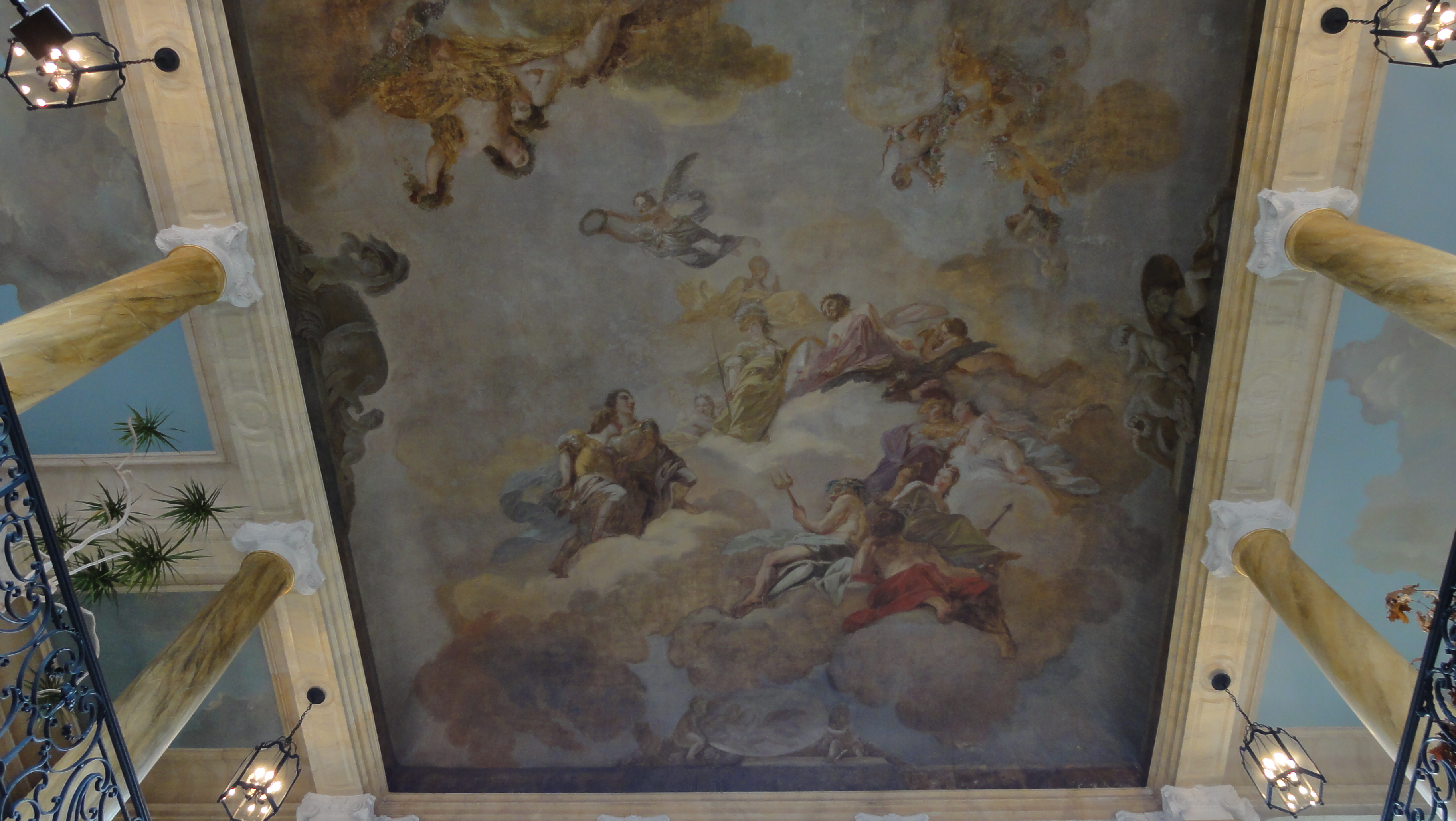
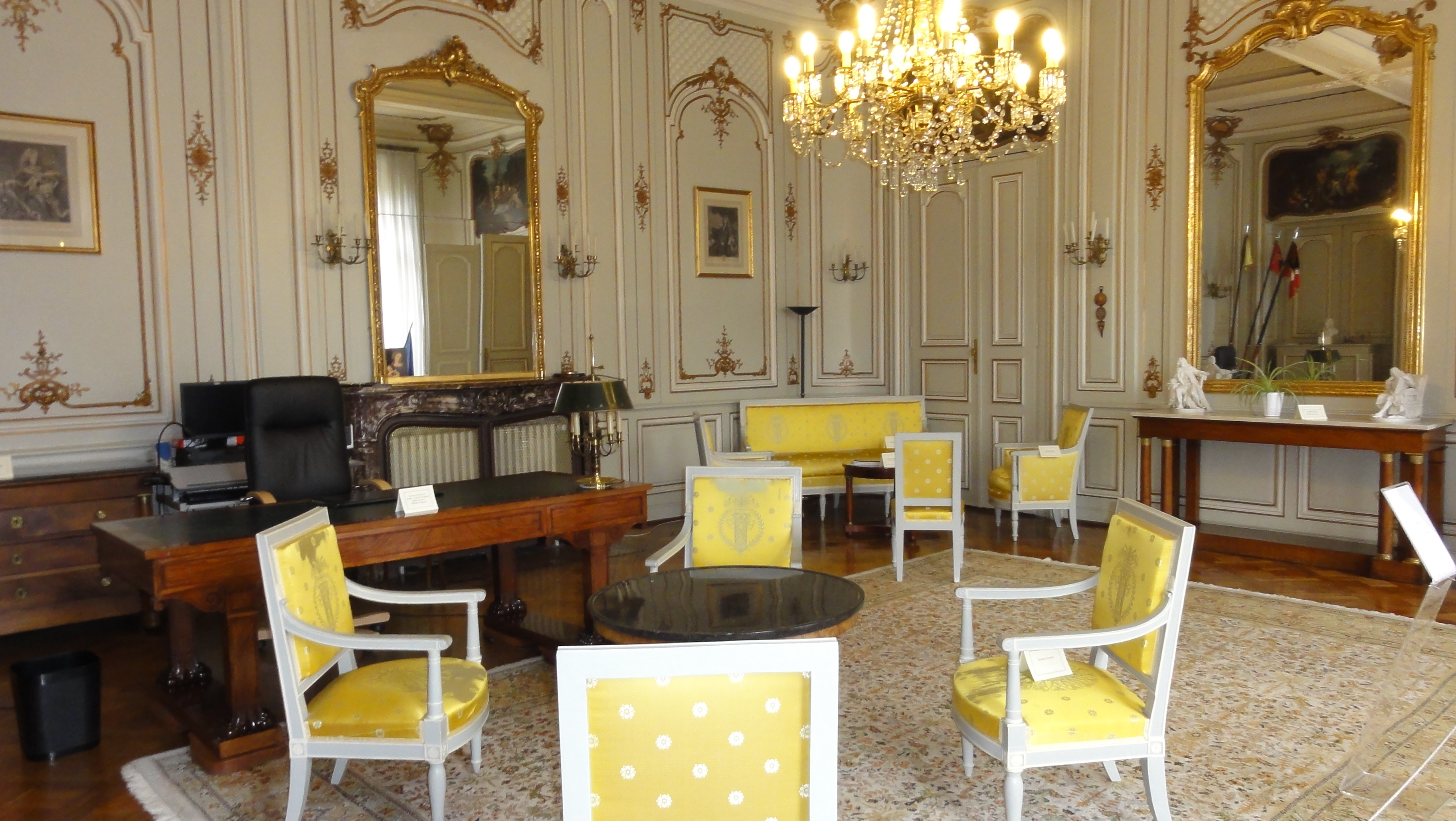